# Cymbiola cathcartiae
Cymbiola cathcartiae — брюхоногий моллюск из семейства волют. Донное бентическое животное. Эндемик побережья Филиппинских островов (запад центральной части Тихого океана). Безвредно для человека, не является объектом промысла. Охранный статус не оценивался.